# Expedition 25
Expedition 25 è stato il 25° equipaggio della International Space Station (ISS), il decollo è avvenuto il 25 settembre 2010.

## Equipaggio
| Ruolo               | Settembre 2010                        | Ottobre – Novembre 2010                 |
| ------------------- | ------------------------------------- | --------------------------------------- |
| Comandante          | Douglas Wheelock, NASA Secondo volo   | Douglas Wheelock, NASA Secondo volo     |
| Ingegnere di volo 1 | Shannon Walker, NASA Primo volo       | Shannon Walker, NASA Primo volo         |
| Ingegnere di volo 2 | Fëdor Jurčichin, Roscosmos Terzo volo | Fëdor Jurčichin, Roscosmos Terzo volo   |
| Ingegnere di volo 3 |                                       | Scott Kelly, NASA Terzo volo            |
| Ingegnere di volo 4 |                                       | Aleksandr Kaleri, Roscosmos Quinto volo |
| Ingegnere di volo 5 |                                       | Oleg Skripočka, Roscosmos Primo volo    |

### Equipaggio di riserva
- Andrej Borisenko - Comandante
- Paolo Nespoli
- Catherine Coleman
- Anatolij Ivanišin
- Sergej Revin
- Ronald Garan